# 16.ª reunião de cúpula do G20
A  16ª cúpula de 2021 do G20 em Roma é a reunião do Grupo dos Vinte (G20), programada para acontecer em Roma, capital da Itália, em 30-31 de outubro de 2021.

## Líderes participantes

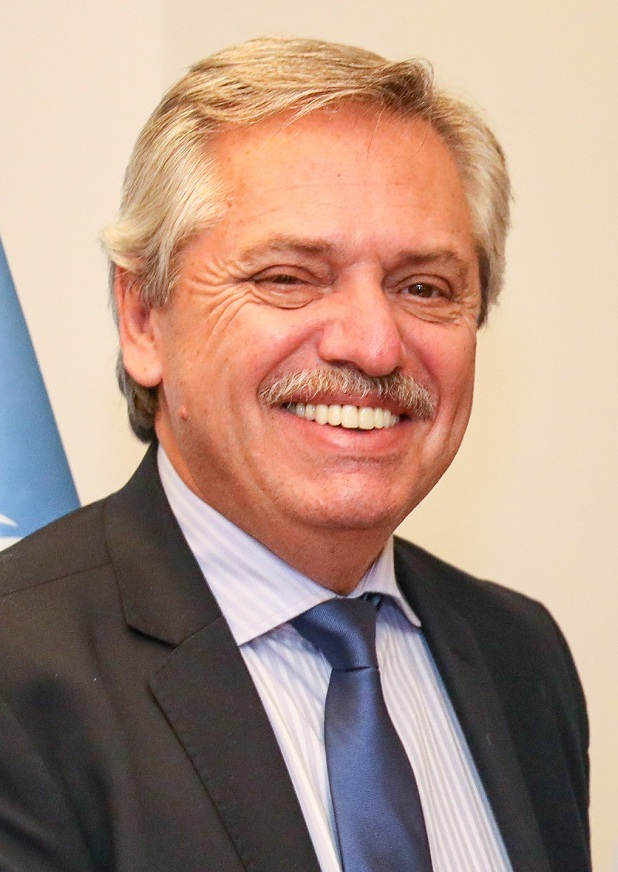
Argentina Alberto Fernandez, presidente
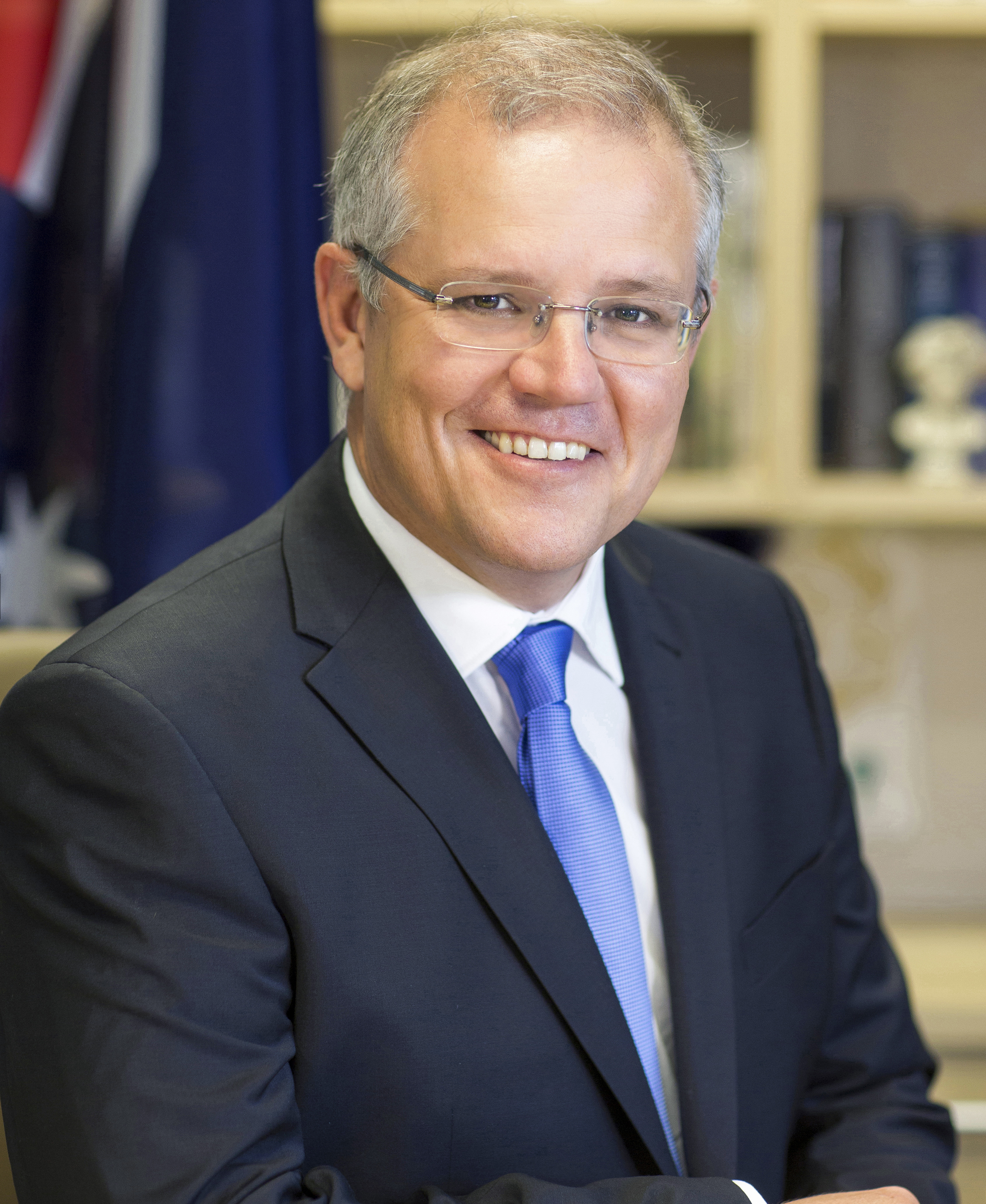
Austrália Scott Morrison, primeiro-ministro
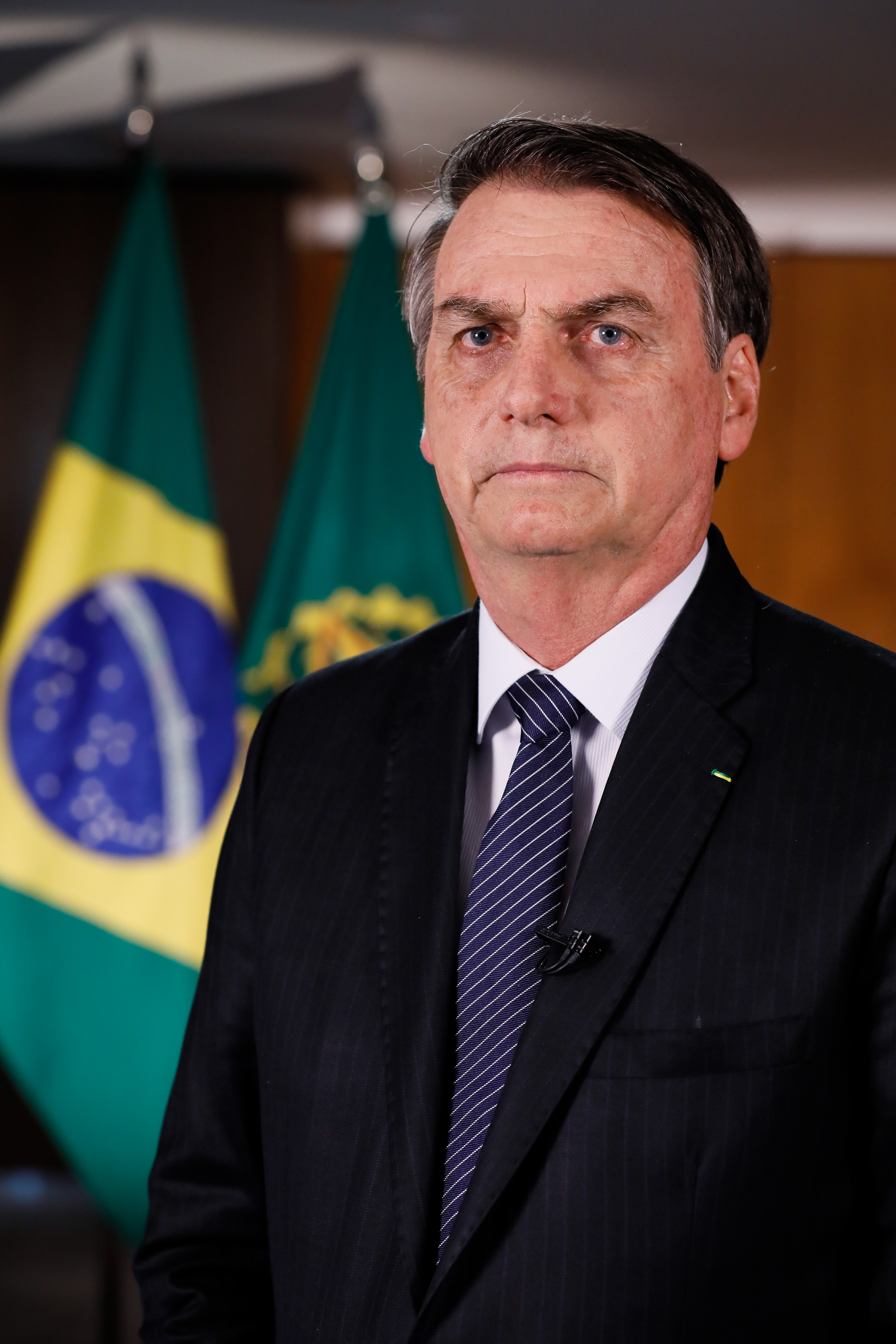
Brasil Jair Bolsonaro, presidente
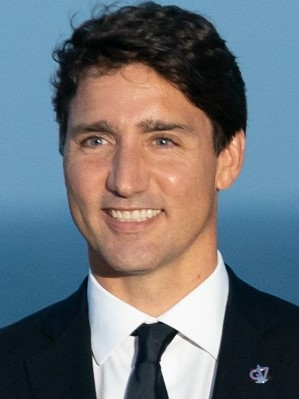
Canadá Justin Trudeau, primeiro-ministro
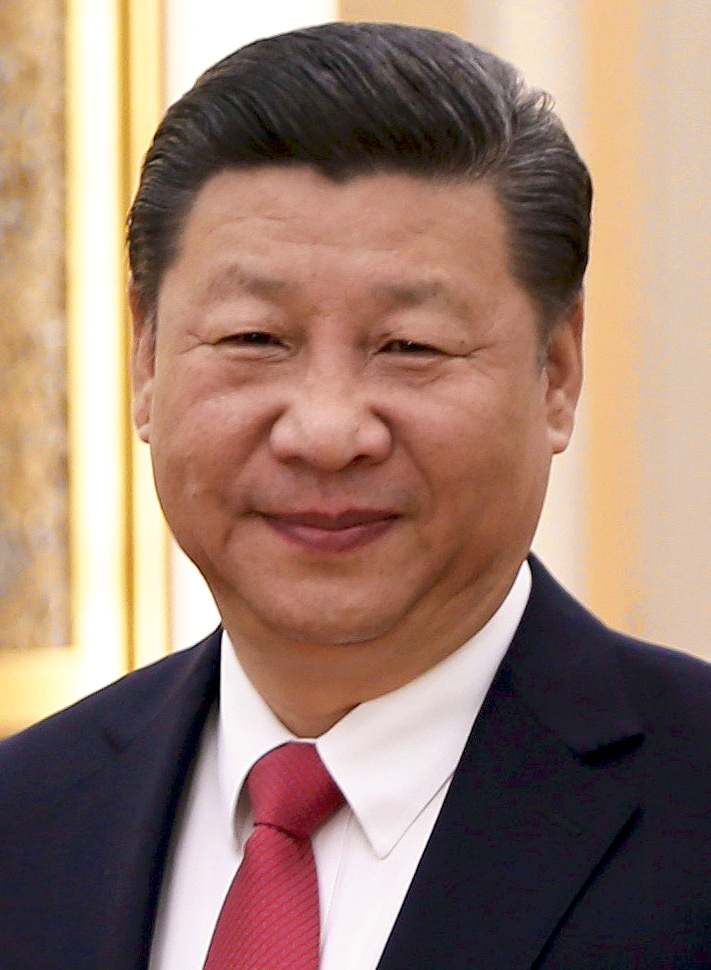
China Xi Jinping, presidente
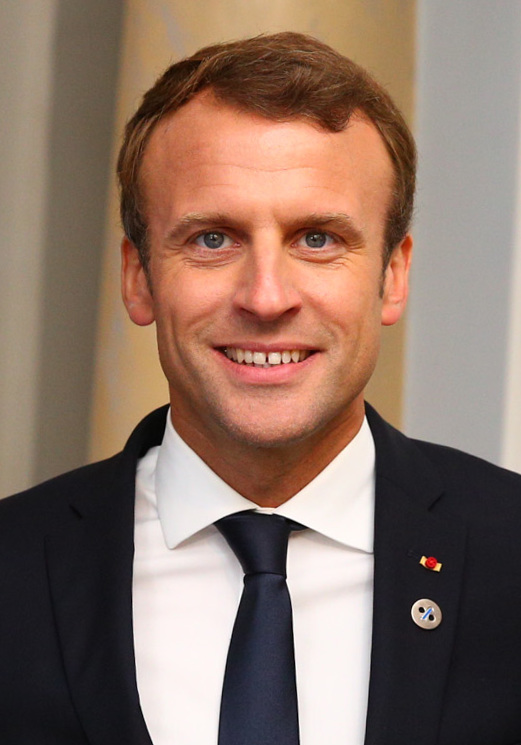
França Emmanuel Macron, Presidente
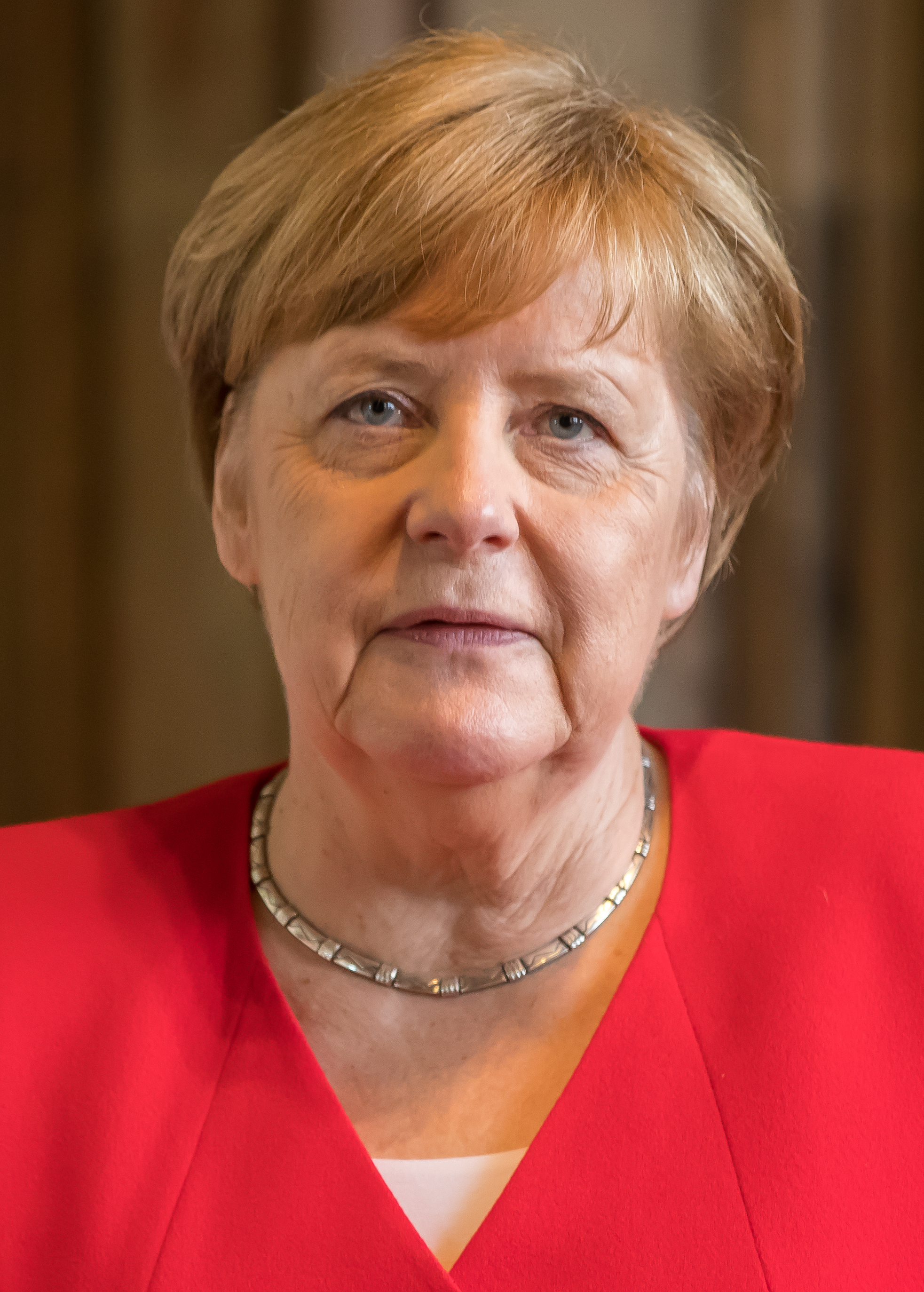
Alemanha Angela Merkel, Chanceler
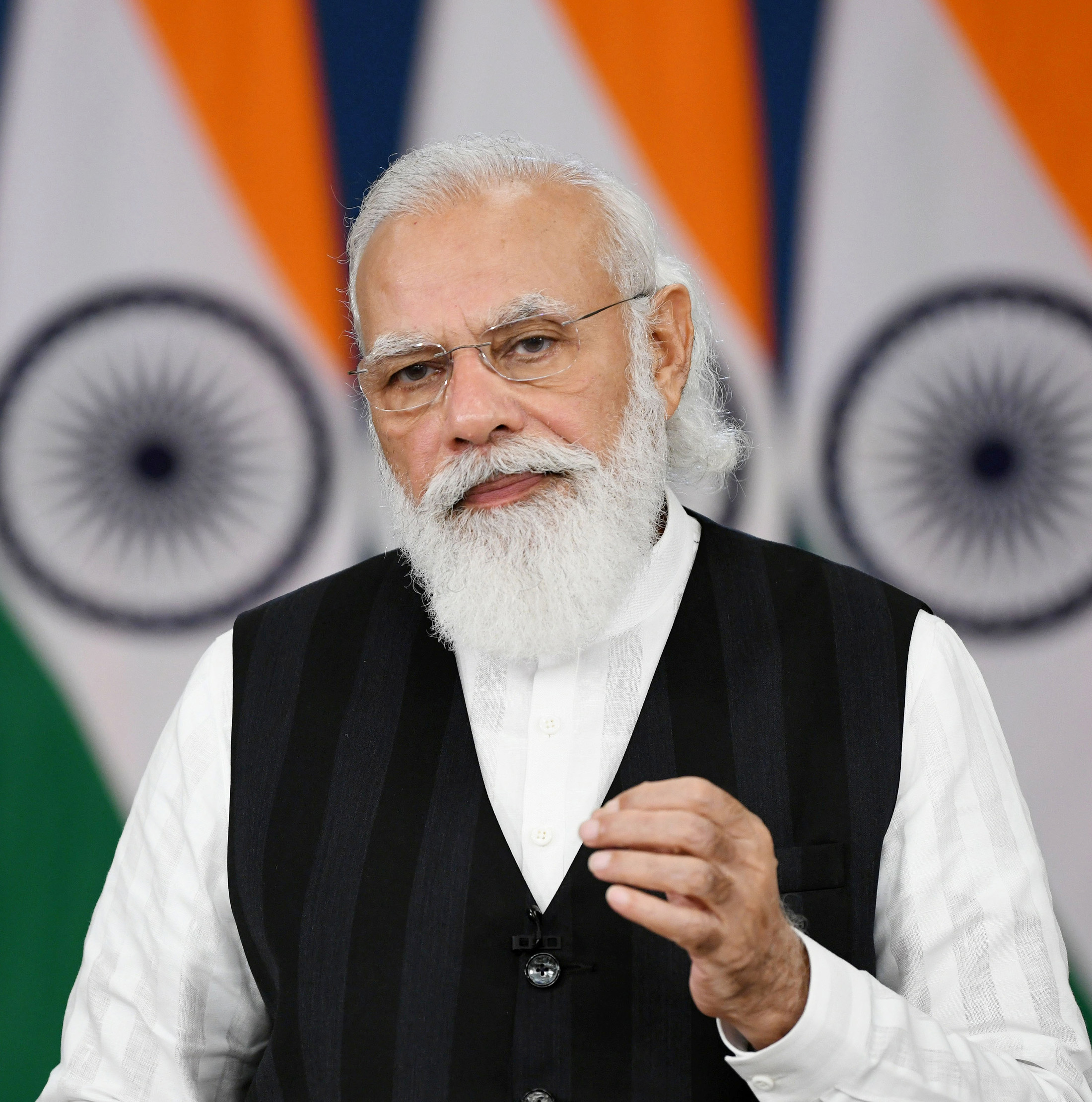
Índia Narendra Modi, Primeiro-ministro
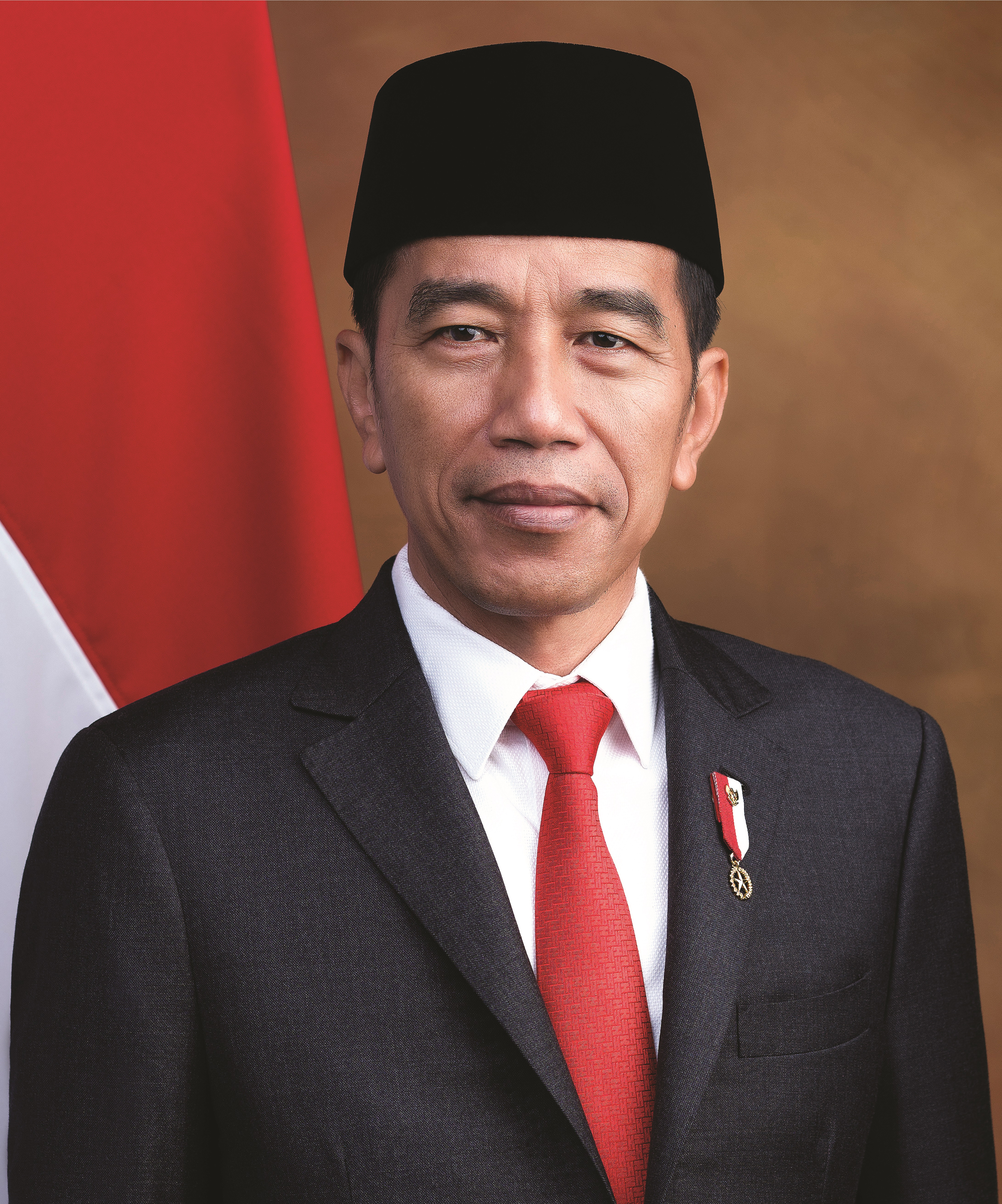
Indonésia Joko Widodo, Presidente
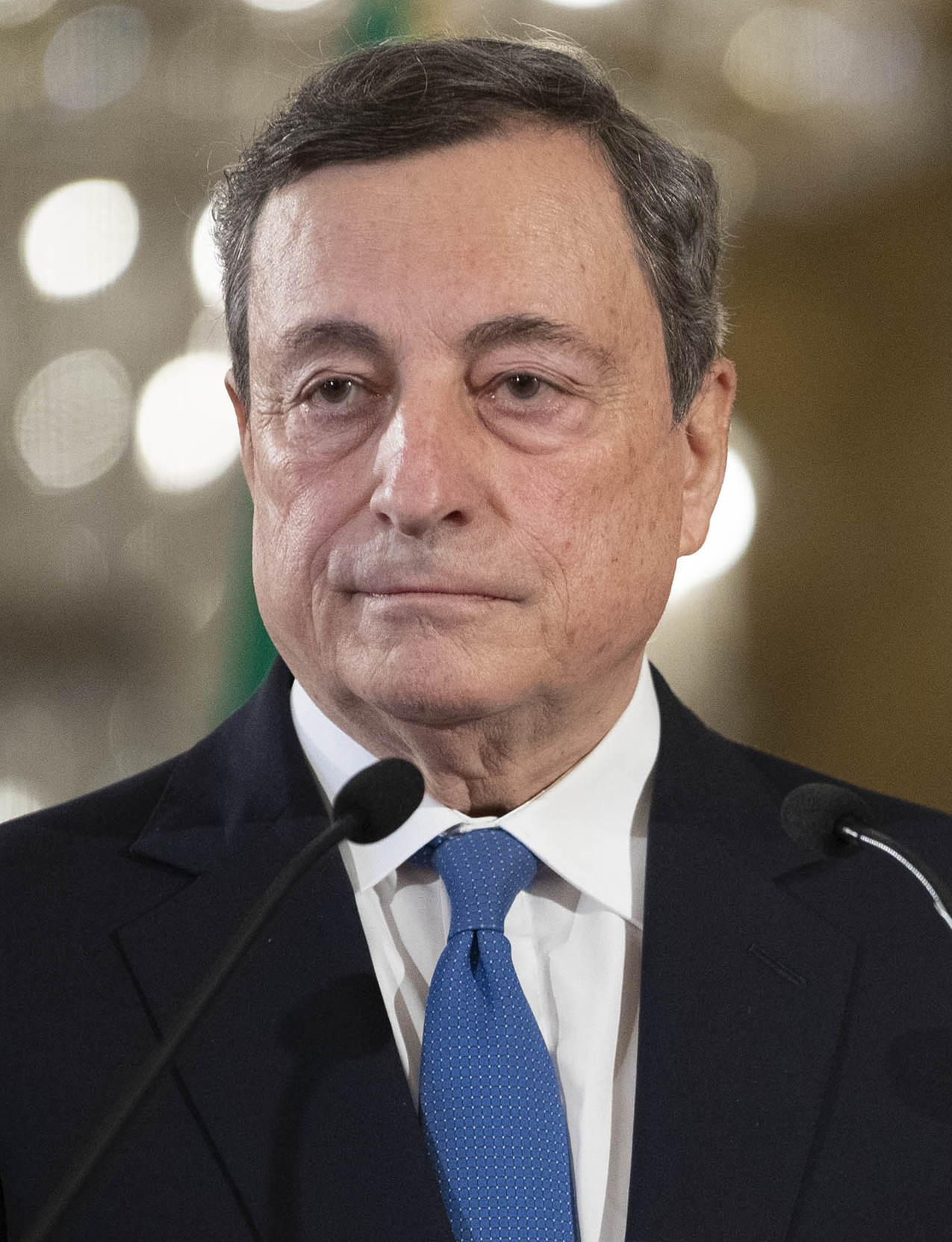
Itália Mario Draghi, Primeiro-ministro
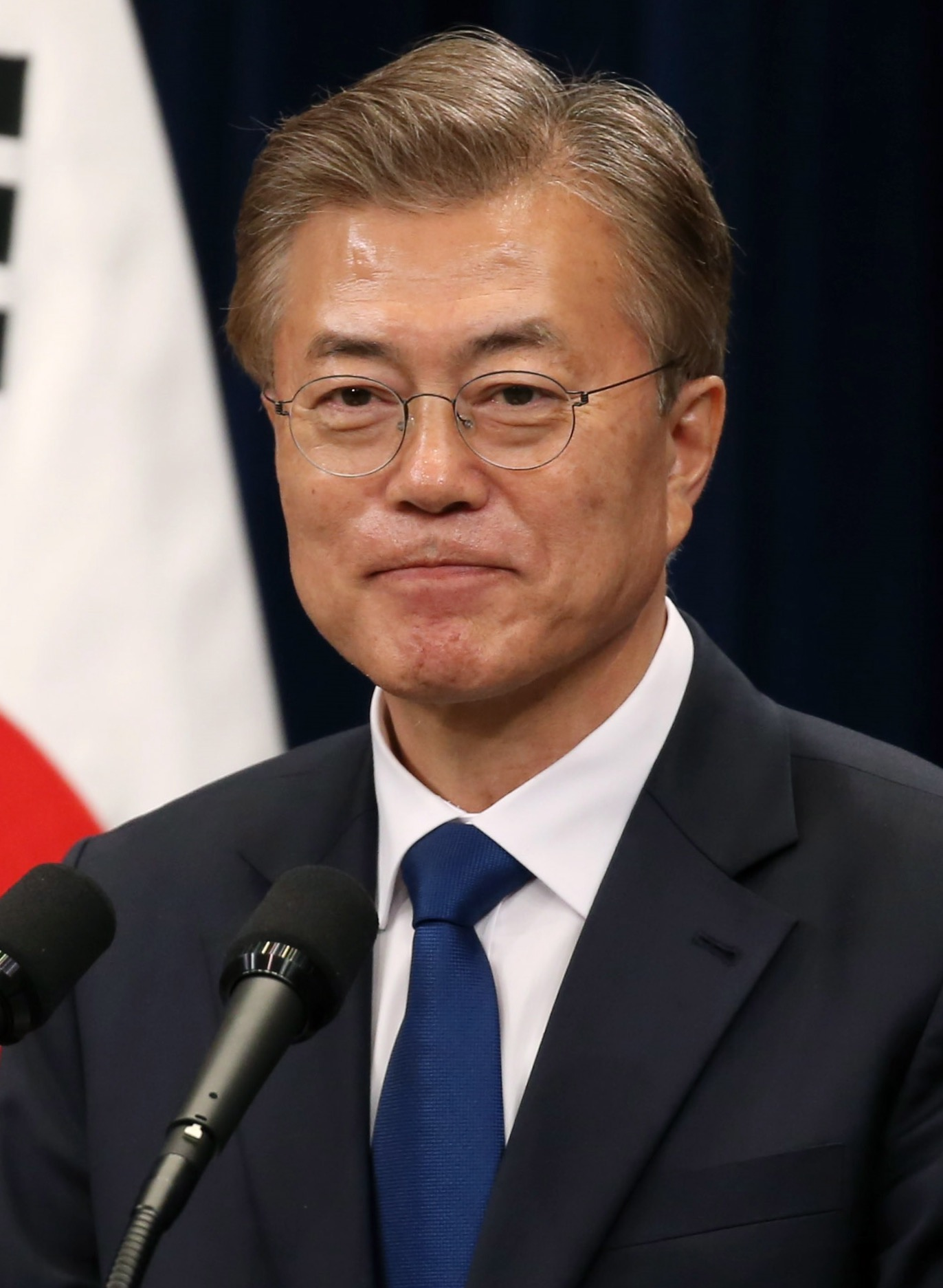
Coreia do Sul Moon Jae-in, Presidente
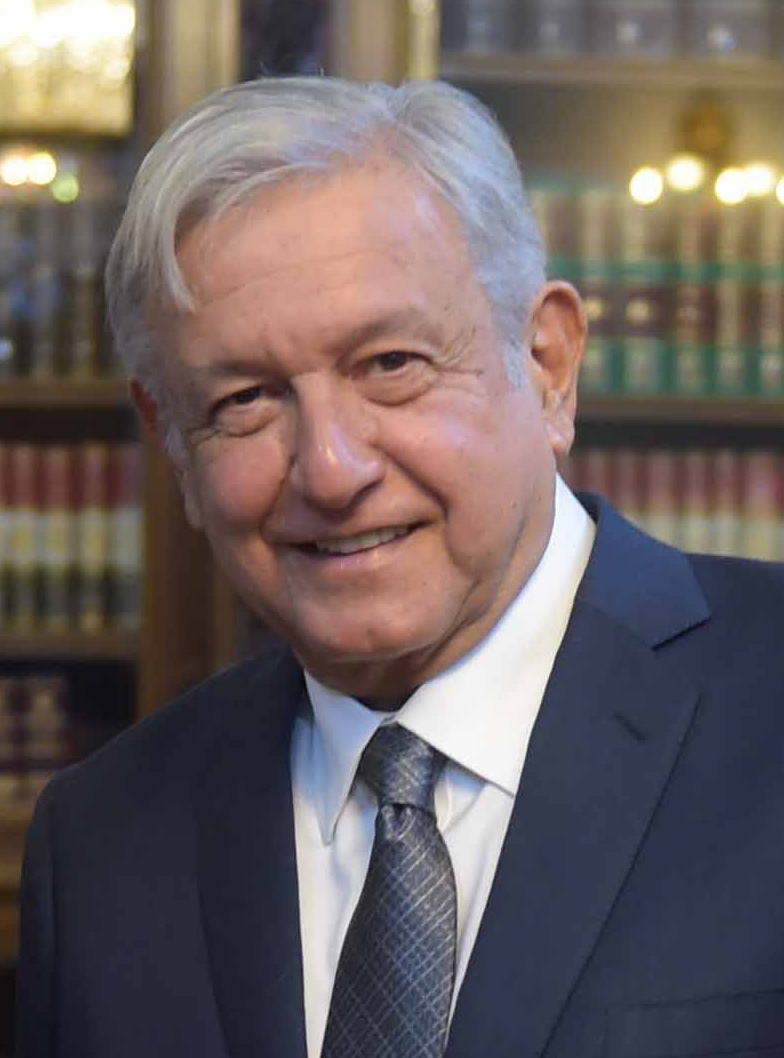
México Andrés Manuel López Obrador, Presidente
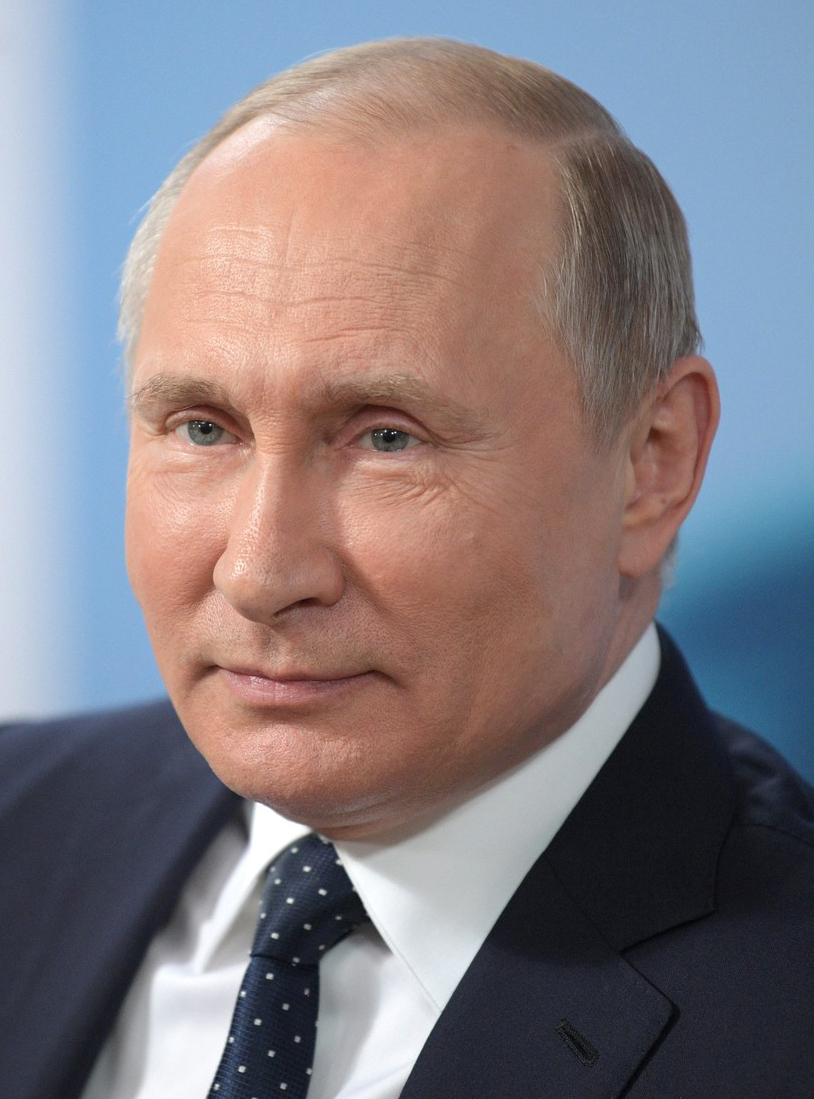
Rússia Vladimir Putin, Presidente
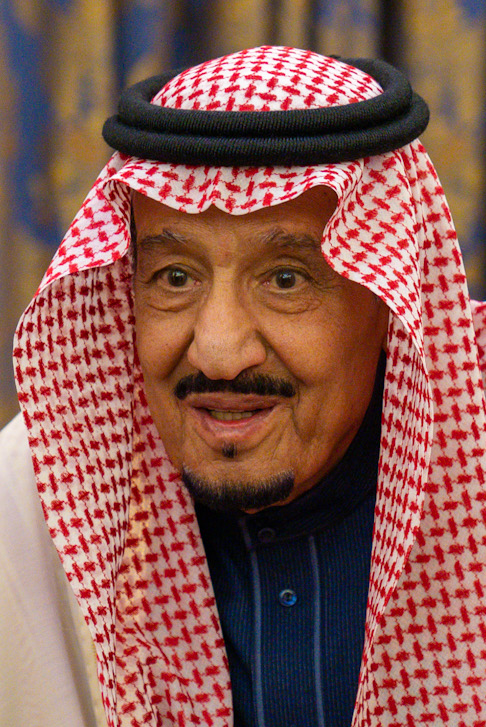
Arábia Saudita Salman da Arábia Saudita, Rei
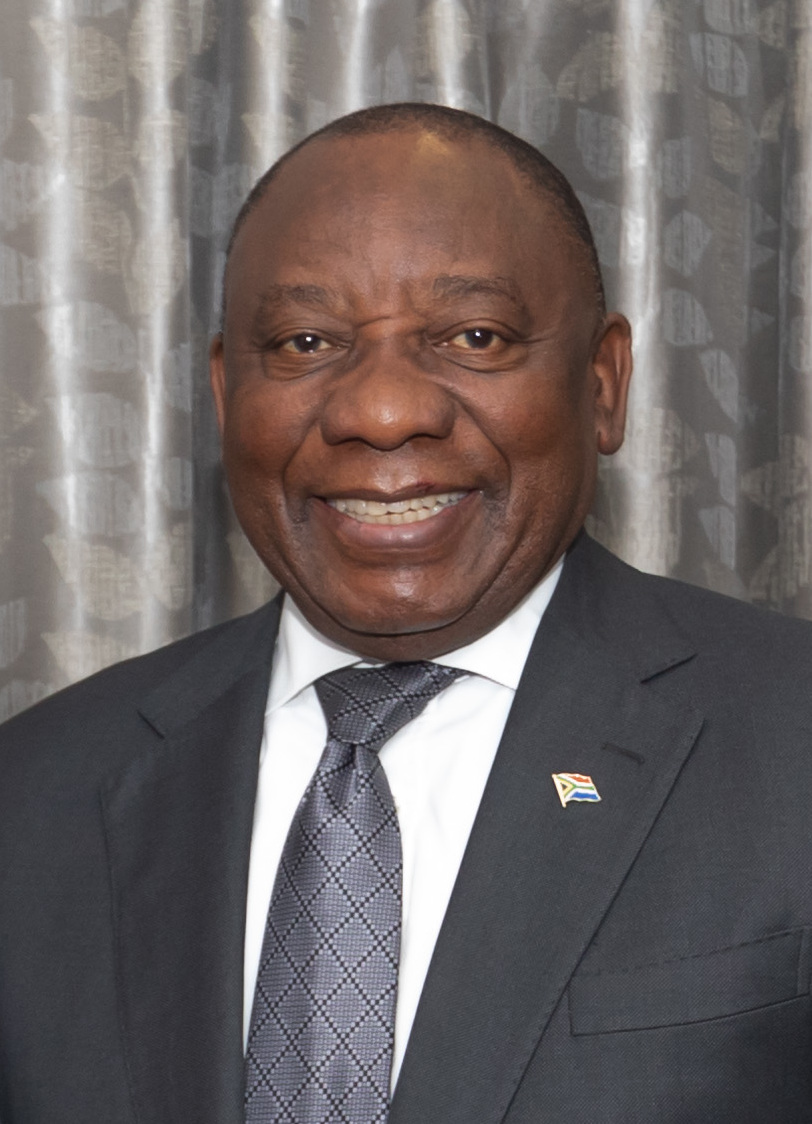
África do Sul Cyril Ramaphosa, Presidente
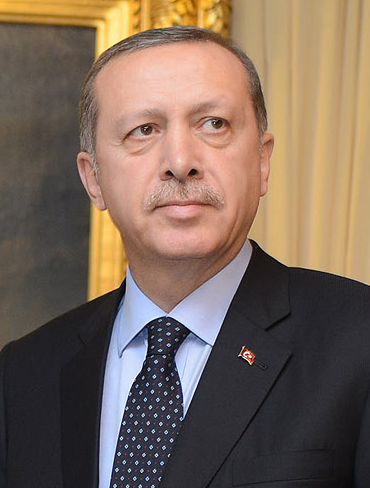
Turquia Recep Tayyip Erdoğan, Presidente
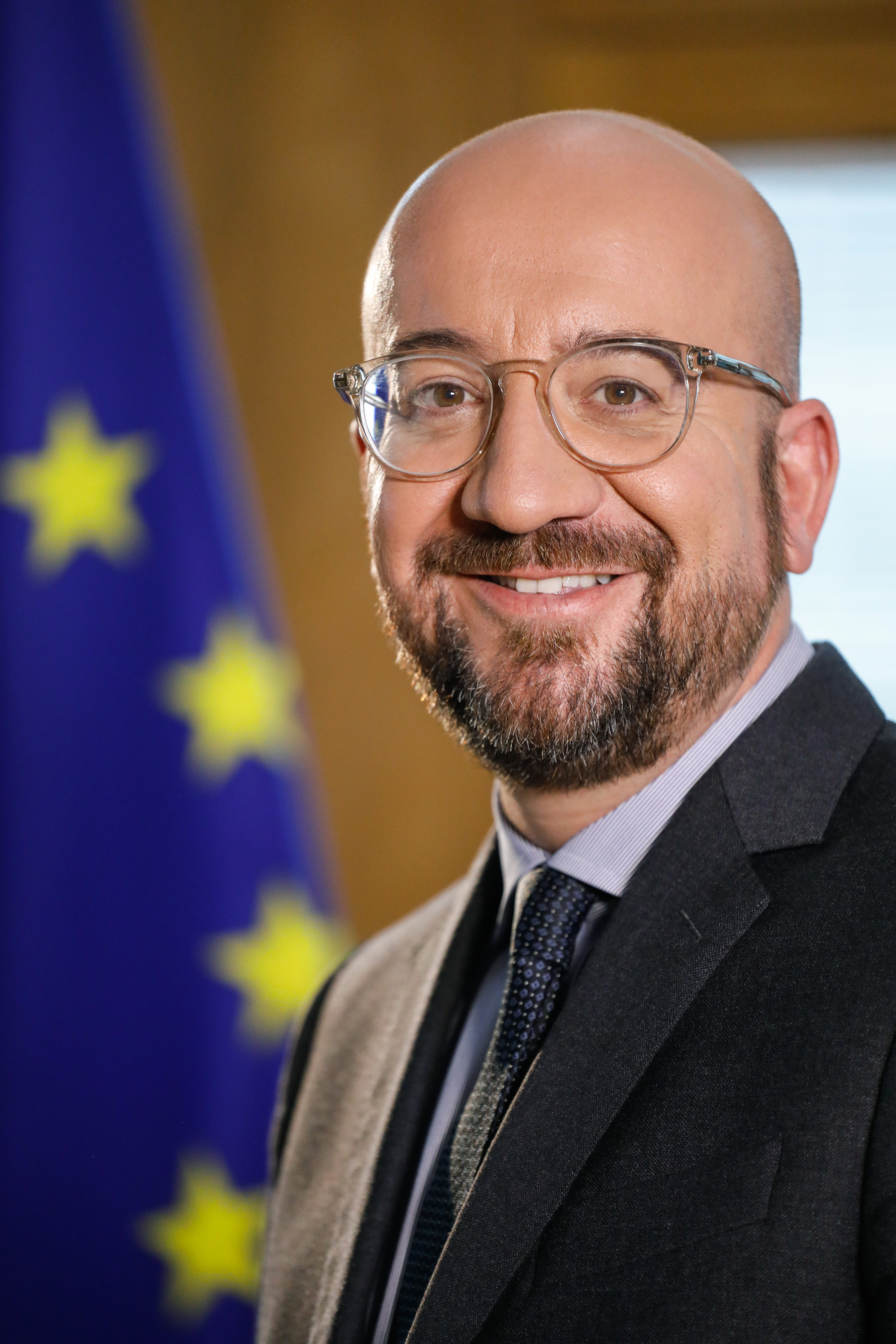
União Europeia Charles Michel, Presidente do Conselho Europeu
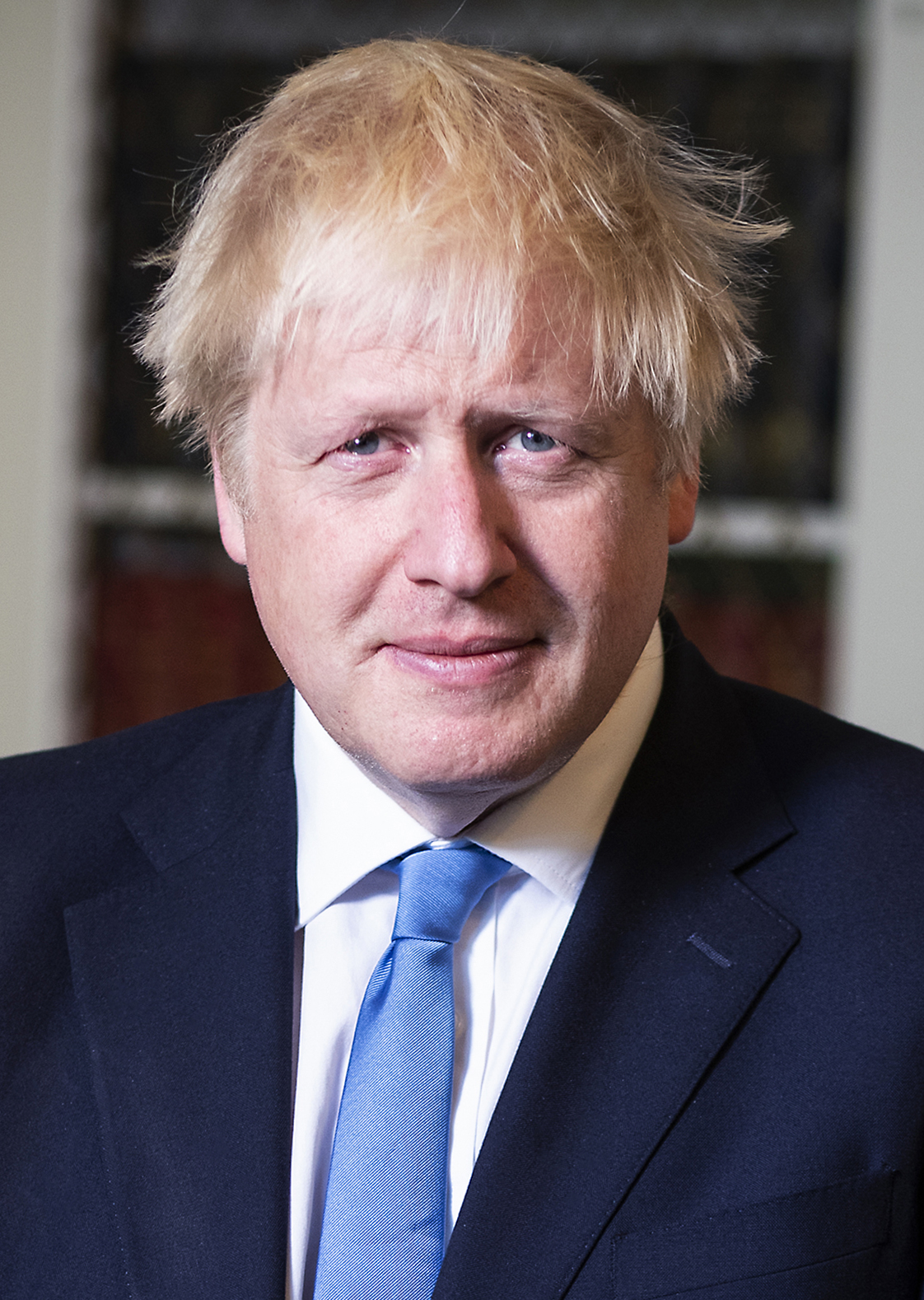
Reino Unido Boris Johnson, Primeiro-ministro
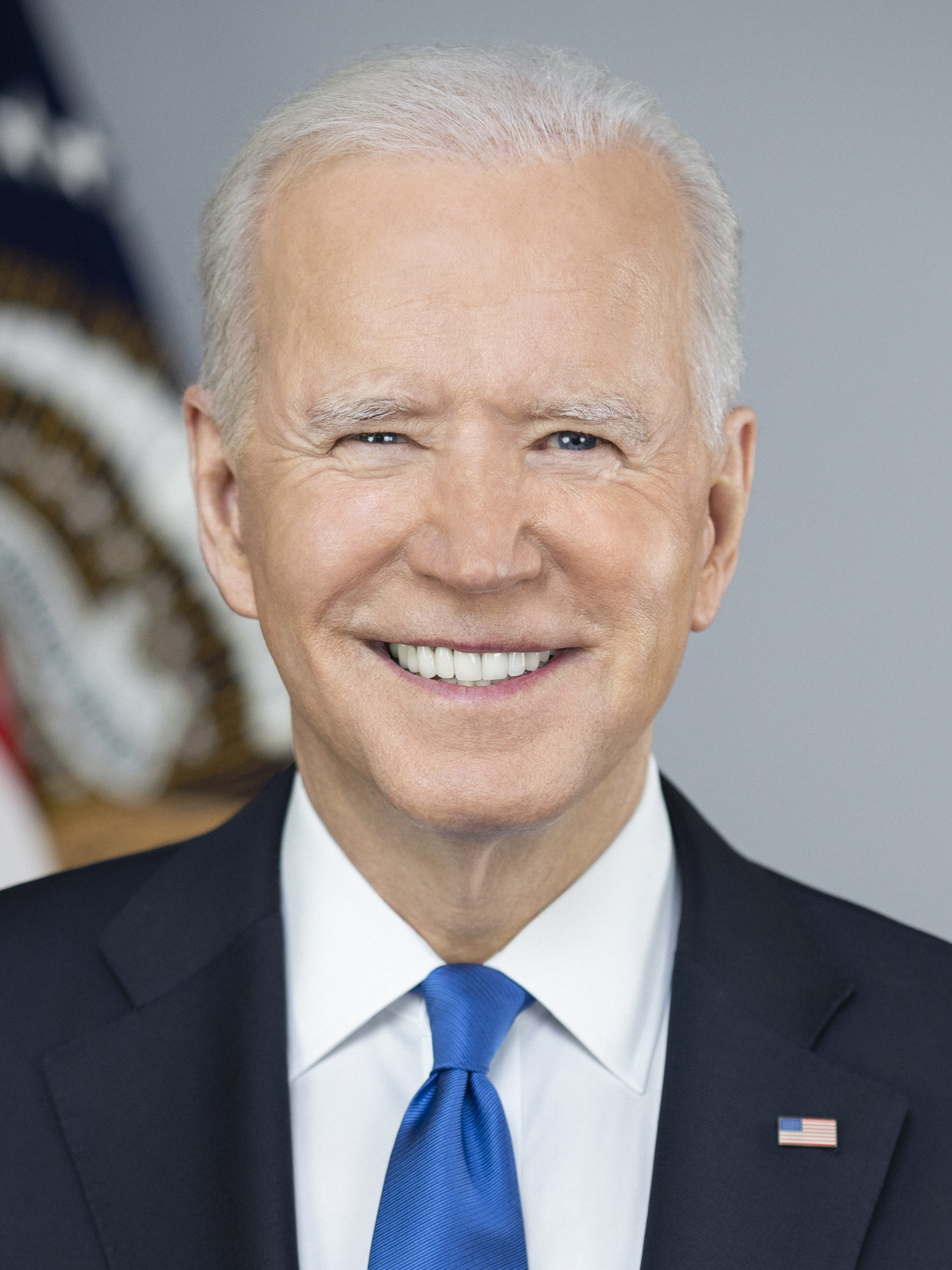
Estados Unidos Joe Biden, Presidente
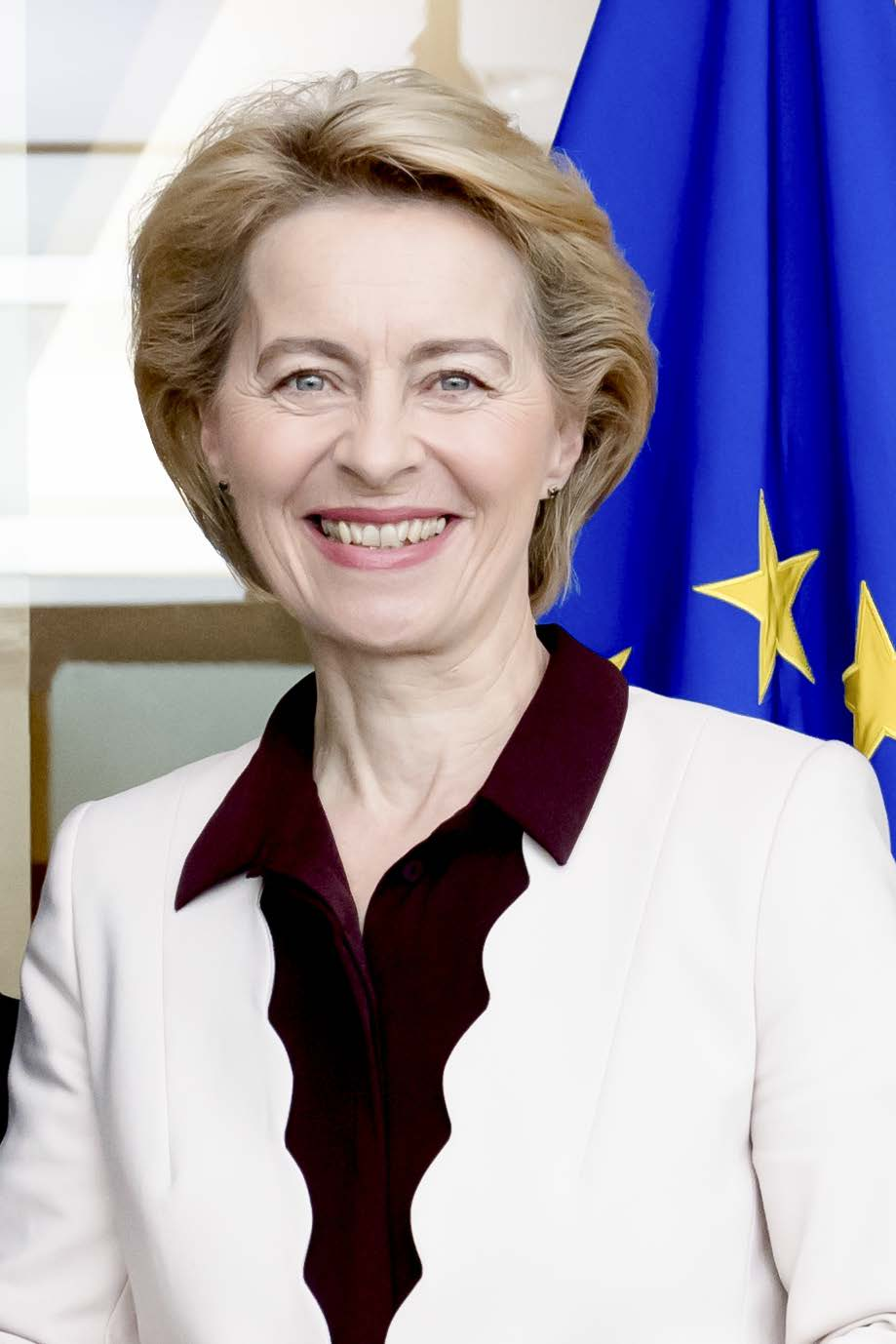
União Europeia Ursula von der Leyen, Presidente da Comissão Europeia